# Káposztalepke
A káposztalepke (Pieris brassicae) a rovarok (Insecta) osztályának lepkék (Lepidoptera) rendjébe és a fehérlepkék (Pieridae) családjába tartozó faj.

## Előfordulása
A Brit-szigetektől és Dél-Skandináviától majdnem egész Európán át Észak-Afrikáig, Ázsiában a Himalája déli lejtőiig honos. A Himalájában 3700 m magasan is megtalálható.
Ha túlszaporodik, nagy tömegekben észak felé vándorol.

## Alfajai
- Pieris brassicae brassicae
- Pieris brassicae catoleuca
- Pieris brassicae cyniphia
- Pieris brassicae cypria
- Pieris brassicae italorum
- Pieris brassicae marghanita
- Pieris brassicae ottonis
- Pieris brassicae subtaeniata
- Pieris brassicae vazquezi
- Pieris brassicae verna
- Pieris brassicae wollastoni (Madeirán honos)

## Megjelenése
Fehér szárnyai erősen erezettek, az elülső pár csúcsa fekete, a nőstény szárnyain további egy-egy fekete folt található. A nyári nemzedékek szárnycsúcsa feketébb, mint a tavasziaké. Szárnyának fesztávolsága 56–68 mm.
Kicsiny petéi enyhén görbült ék alakúak.
A hernyó hossza maximum 50 milliméter. Fejét szilárd tok borítja. A frissen kikelt (vagy éppen vedlett) hernyó bőre igen puha. Néhány óra alatt a némileg megszilárdul, de mindvégig hajlékony és érzékeny marad. A leveleket két erős rágójukkal falják. Három pár erős torlábukkal haladnak. Testük hátulsó részén további öt pár bőrnyúlvány található; ezek az úgynevezett potrohlábak.
Bábja sárgászöld vagy sárga, fekete pöttyökkel. A zömök, hengeres, viszonylag merev báb felületét élek, lécszerű kiemelkedések és dudorok teszik egyenetlenné. Alapszíne attól függ, hogy zömmel milyen színű környezetben élt hernyó korában.

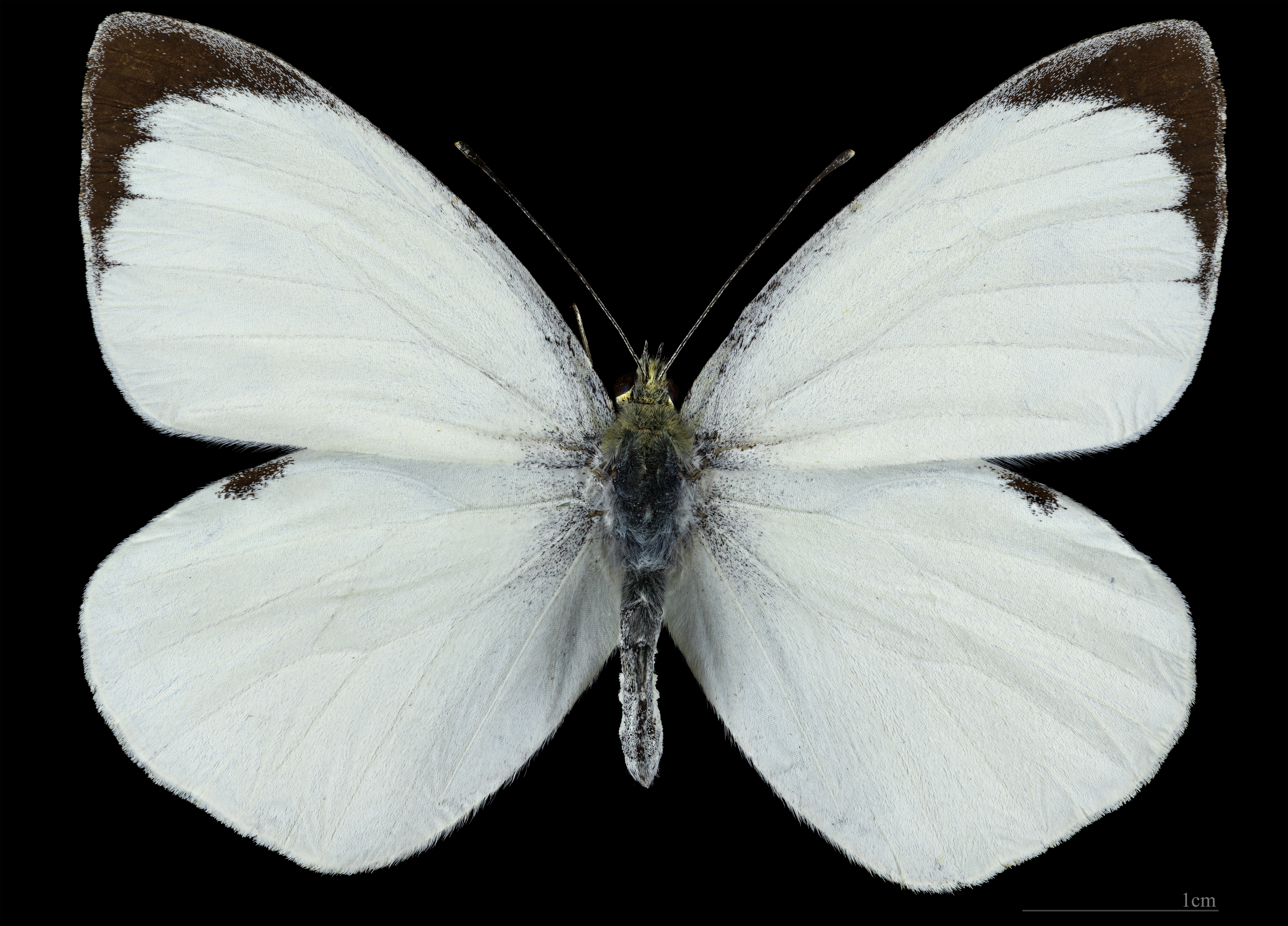
Pieris brassicae ♂
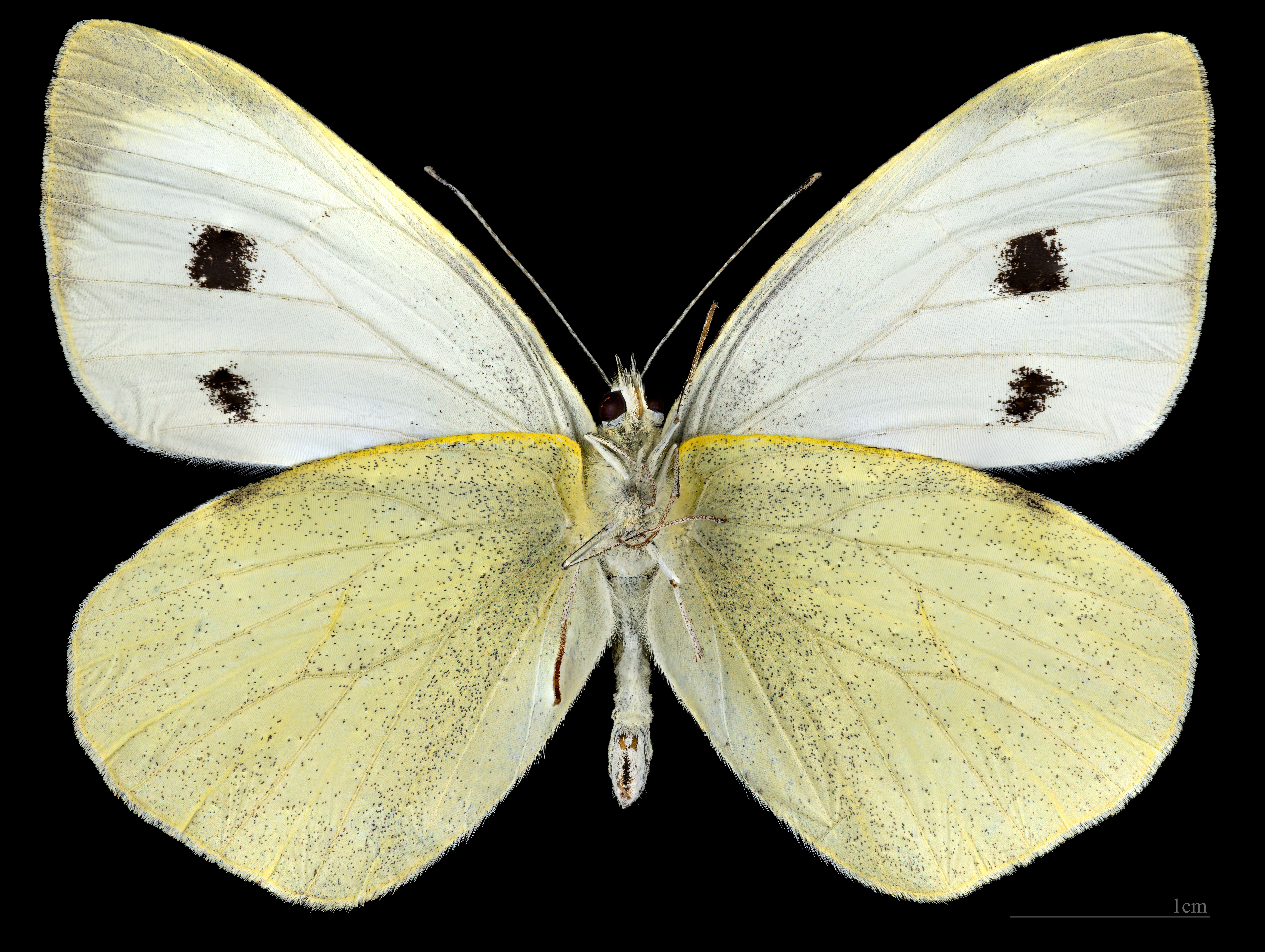
Pieris brassicae ♂  △
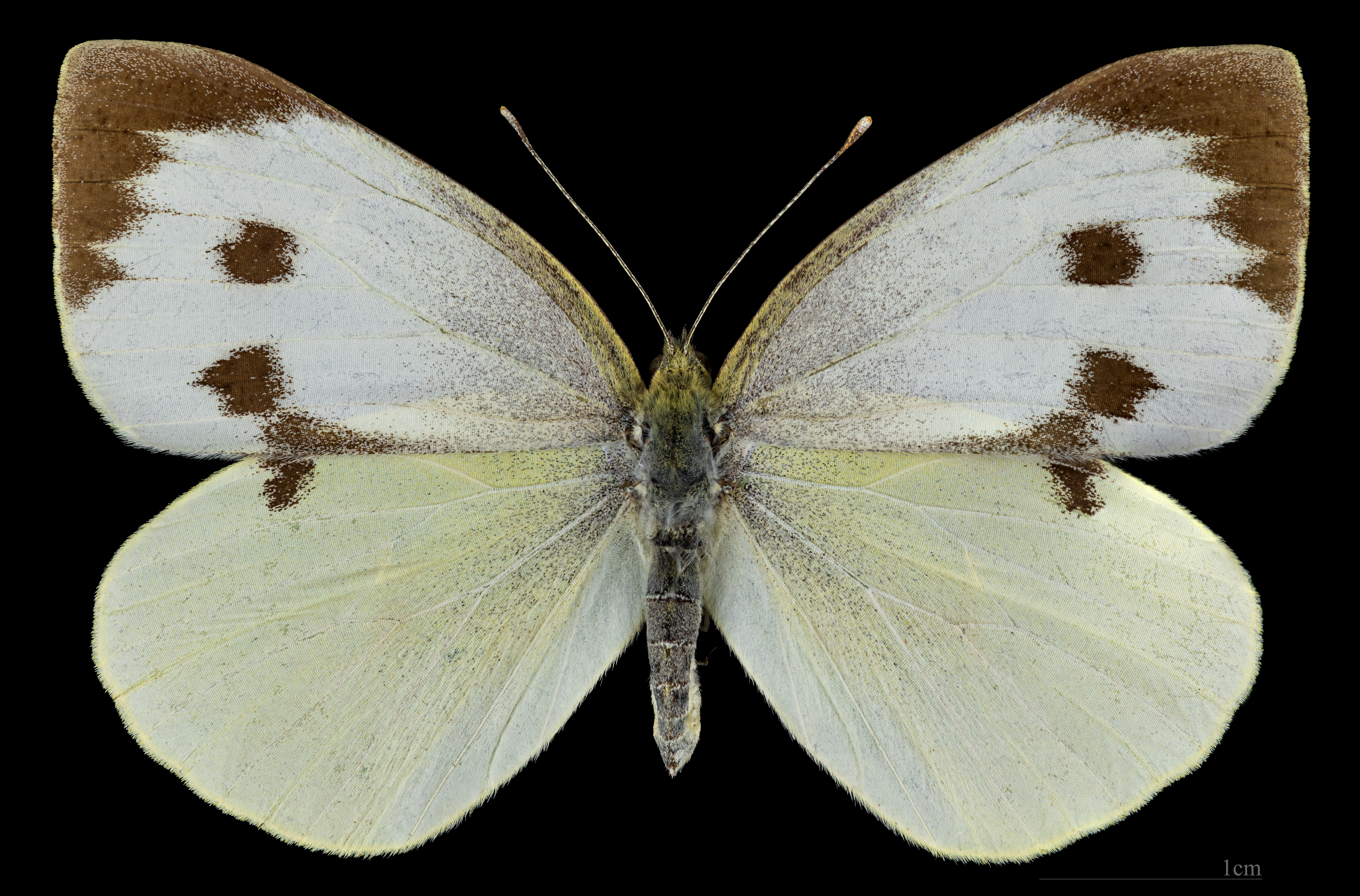
Pieris brassicae ♀
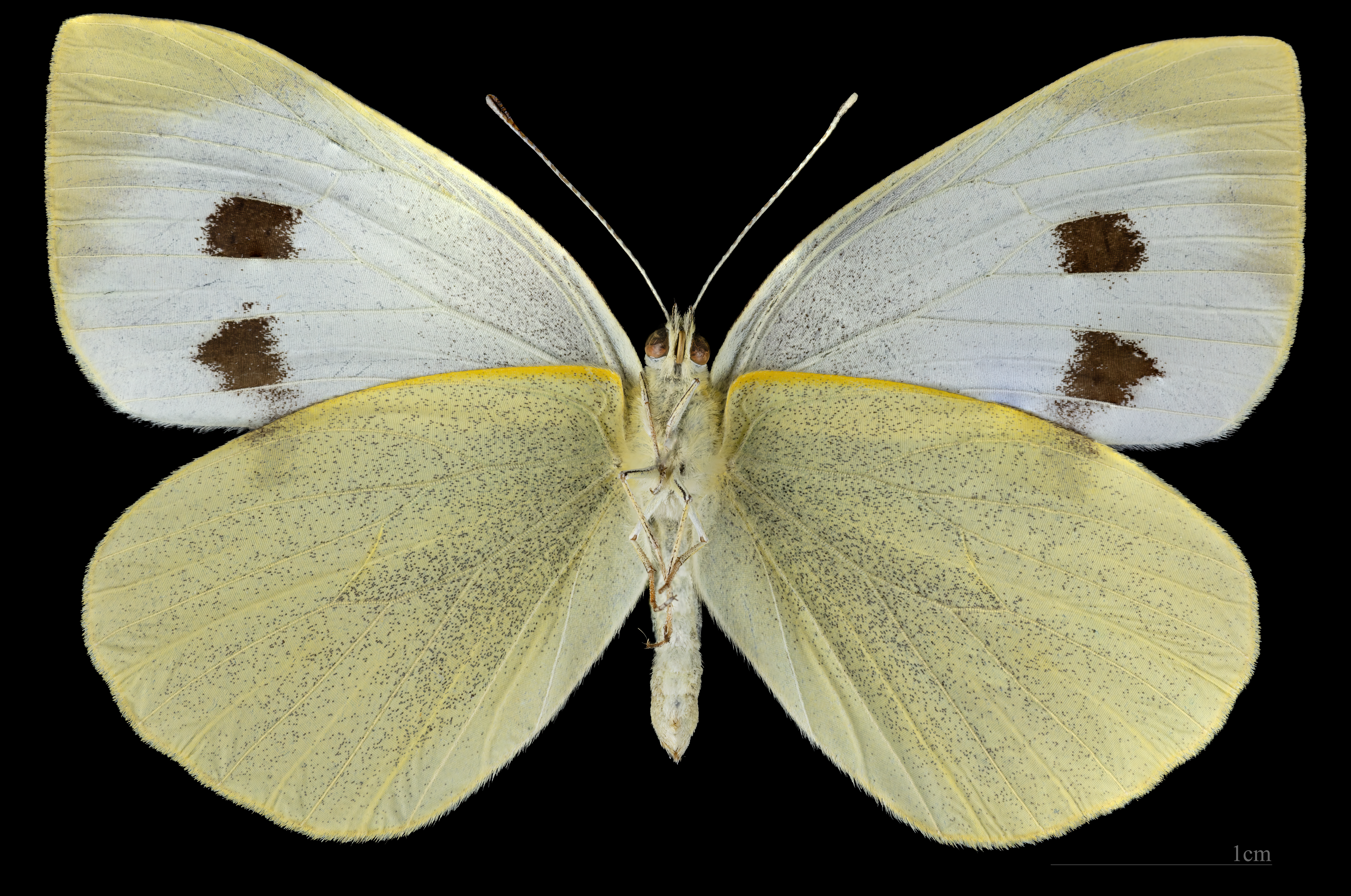
Pieris brassicae  ♀ △

## Életmódja
Gyakori lepke kertekben, szántókon, réteken, valamint más nyílt területeken. Április és október között 2–3 nemzedéke repül. 200–300 petéjét csomókban rakja keresztesvirágúak (Brassicales)  leveleinek fonákjára.
A hernyók 10–14 nap alatt kelnek ki. A frissen kikelt hernyó mintegy 2 mm hosszú, és rögvest táplálkozni kezd: először a peteburkot falja fel, majd amint kültakarója megszilárdult, a gazdanövény leveleit rágja. Ennek eredményeként már az első nap eredeti hosszuk másfélszeresére (3 milliméteresre) nőnek. Az 5 mm-es hosszt élete negyedik napján éri el; ekkor következik az első vedlés. Vedlés előtt a hernyó abbahagyja a táplálkozást, összehúzódik, és a potrohában levő mirigyekben termelt fonalakkal a tápnövényre erősíti magát. Kisvártatva lüktető rángások haladnak végig testén. Ezek hatására a fejrészen felhasad a régi bőr, és kibújik belőle a hernyó. Az új bőr ilyenkor még rendkívül laza, ráncos és lötyögős, sápadt árnyalatú és nagyon puha. Néhány óra alatt a korábbi bőrhöz hasonlóan  megszilárdul és kiszíneződik. Ezt sz időszakot a hernyó egy helyben, többé-kevésbé mozdulatlanul tölti, majd újult erővel veti magát a levelekre.
Négyszer vedlik, majd 3–4 heti fejlődés után, az ötödik hernyószakasz végén (hossza ekkor 4–4,5 cm) alkalmas, védett helyet keres magának (épületben vagy a szabadban), és ott bebábozódik. A báb feje fölfelé fordul; hasoldalával tapad a kiválasztott felülethez. A nyári bábok körülbelül két hetet látszólag változatlan állapotban töltenek el. A nyugalmi állapot végén burkuk a fejtájékon húzódó varrat mentén reped fel.
A 2–3. nemzedék bábjai védett helyen áttelelnek; belőlük a lepkék májusban bújnak elő. Az imágó különféle virágok nektárjával táplálkozik, és eközben sok virágot be is poroz.
Hernyója a termesztett káposztafélék (Brassicaceae) megrágásával olykor tetemes károkat okoz.